# Lac La Martre
Le lac La Martre est le troisième plus grand lac des Territoires du Nord-Ouest. Il est situé à 200 kilomètres au Nord-Ouest de la capitale Yellowknife.
Le lac La Martre est sur le territoire des Amérindiens Tlichos qui vivent le long de ce lac dans le village de Wha Ti.
Le lac doit son nom aux martres qui peuplent la région, bien que le lac soit également peuplé de canards, oies et autres oiseaux migrateurs. Dans le lac vivent le salvelinus namaycush et le thymallus arcticus.
Le lac La Martre s'évacue par son émissaire, la rivière La Martre qui se jette dans le Grand Lac des Esclaves.